# الاک (کنتاکی)
الاک، کنتاکی (به انگلیسی: Allock, Kentucky) یک منطقهٔ مسکونی در ایالات متحده آمریکا است که در کنتاکی واقع شده‌است.

## خصوصیات
الاک ۳۳۵٫۸۹ متر بالاتر از سطح دریا واقع شده‌است.